# نهائي كأس ألمانيا 2006
نهائي كأس ألمانيا 2006 هي المباراة النهائية من منافسة كأس ألمانيا 2005–06، أقيمت المباراة في 29 أبريل 2006، في الملعب الأولمبي، بين فريقي آينتراخت فرانكفورت، وبايرن ميونخ، وفاز فيها بايرن ميونخ، بعد أن هزم آينتراخت فرانكفورت، بنتيجة 0 - 1، وكان حكم المباراة هربرت فاندل، وحضر المباراة 74349 شخصاً.

## تفاصيل المباراة
لعبت المباراة النهائية في 29 أبريل 2006.
| آينتراخت فرانكفورت | 0 -1 | بايرن ميونخ          |
| ------------------ | ---- | -------------------- |
|                    |      | كلاوديو بيتزارو 59 ' |